# Runkster höfke
Runkster höfke is een Hasseltse stadswijngaard. Het is een initiatief in navolging van middeleeuwse microwijngaarden, waarmee het de kleinste en niet commerciële wijngaard van België is. 
De jaarlijkse productie is ongeveer 70 flessen rode biologische wijn. De eigenaar/wijnmaker, Geurt van Rennes geeft lezingen en les over wijnbouw en wijn maken. In 1990 overtuigde hij zijn vader om bij het kasteel van Genoelselderen terug wijngaarden aan te planten.